# Universitatea din Florența
Universitatea din Florența (în italiană Università degli Studi di Firenze) este o universitate publică italiană situată în orașul Florența. A fost fondată în 1321 ca un Studium generale, fiind una dintre cele mai vechi și prestigioase universități din Europa. În afară de sediul principal din Florența mai are și diverse filiale la: Pistoia, Empoli, Prato, Sesto Fiorentino, San Casciano in Val di Pesa, Vinci, Calenzano, Figline Valdarno, San Giovanni Valdarno, în apropiere de Arezzo, Borgo San Lorenzo și Lagonegro.
După numărul de studenți, este prima universitate din regiunea Toscana și a șaptea din Italia.

## Istoric
Universitatea a fost înființată de Republica Florentină în 1321, ca Studium generale. A fost recunoscută de Papa Clement al VI-lea în 1349, acesta stabilind și că prima facultate italiană de teologie va fi la Florența. În 1364 acest Studium generale a devenit universitate imperială (în timpul împăratului Carol al IV-lea).
A fost mutată la Pisa în 1473, după ce Lorenzo Magnificul a preluat controlul asupra Florenței. Regele Franței Carol al VIII-lea a adus-o din nou la Florența, unde a funcționat între 1497-1515. Însă, după ce familia Medici a revenit la putere, universitatea a fost iarăși mutată la Pisa.
După unificarea Italiei, în 1859 Leopold al II-lea, Mare Duce de Toscana a fost exilat și toate instituțiile de învățământ superior din Florența au fost reunite sub titulatura Istituto di Studi Pratici e di Perfezionamento, care a primit oficial titlul de Universitate, din partea statului italian, un an mai târziu (1860). Titlul actual, Università degli Studi di Firenze, a fost stabilit printr-o decizie a parlamentului italian din 1923.
Universitatea din Florența se numără printre membrii fondatori ai consorțiului interuniversitar CINECA⁠(it)[traduceți]. În 1999, a fost recunoscută ca „Pol de excelență” de către Uniunea Europeană.

## Organizare
În prezent, prin legea 240/2010, Universitatea din Florența este organizată în 10 Scuole („școli”), care înlocuiesc cele 12 facultăți existente înainte de anul 2010.

### Scuole(facultăți)
În ordine alfabetică:
1. Agronomie
2. Arhitectură
3. Drept
4. Economie și management
5. Inginerie
6. Medicină
7. Psihologie

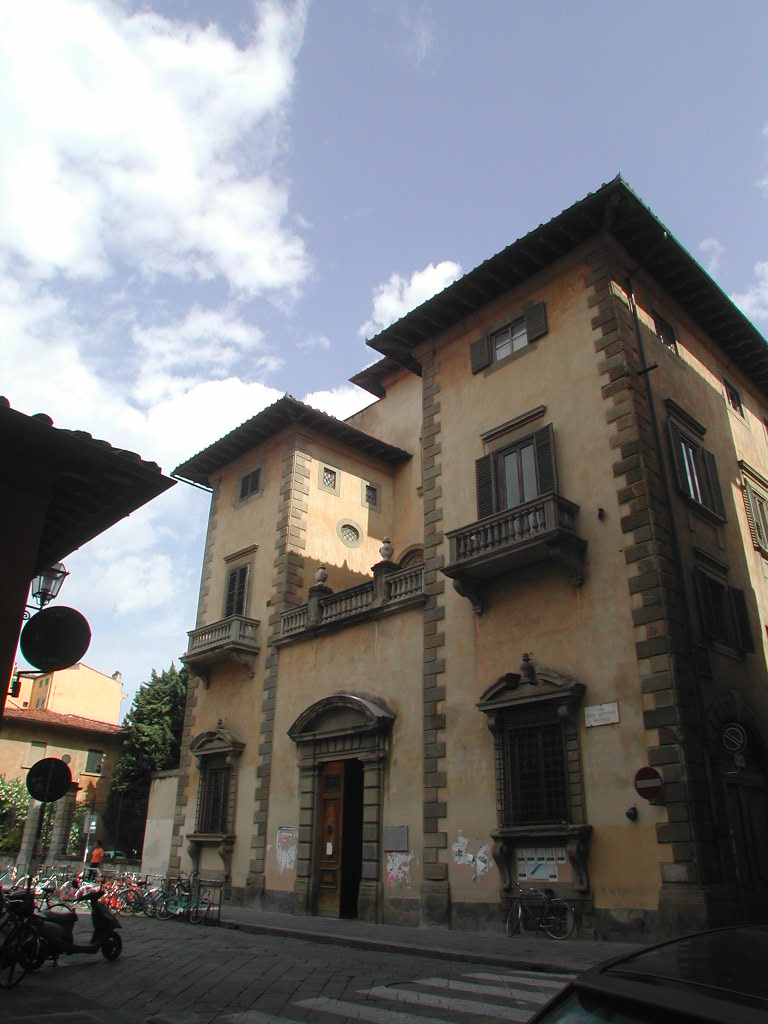
Biblioteca facultății de arhitectură

8. Științe (matematică, fizică, științe naturale)
9. Științe politice
10. Științe umaniste (litere și filozofie)

În anul universitar 2016/17 erau active 55 cursuri universitare, 65 de cursuri de masterat și 9 cursuri de doctorat.

### Biblioteca universității
Biblioteca Universității din Florența (Sistema Bibliotecario di Ateneo) este o unitate administrativă compusă dintr-un set de structuri bibliotecare și Centrul de documentare al universității, care gestionează resurselor alocate pentru funcționarea acestora. Scopul principal al acestei unități este furnizarea de servicii de integrare și suport pentru predare și cercetare.
Biblioteca universității are în custodie și vechile colecții ale Muzeului regal de fizică și istorie naturală, fondat de către Pietro Leopoldo di Lorena în 1775, care conținea o colecție bogată de mașini și unelte, tehnice și științifice, inclusiv unele provenite de la Galileo Galilei.

### Muzeul de Istorie Naturală
Universitatea din Florența posedă cel mai important muzeu de științe naturale din Italia și unul dintre cele mai vechi și mai mari la nivel internațional: Muzeul de Istorie Naturală. Acest muzeu a fost fondat în anul 1775 de către marele Duce Pietro Leopoldo (viitorul împărat Leopold al II-lea al Sfântului Imperiu Roman). Grădina botanică este chiar și mai veche, nucleul ei datând din anul 1545. Compus din șase secțiuni, situate în centrul istoric al Florenței, Muzeul de Istorie Naturală găzduiește circa 8 milioane de exponate, printre care unele de mare valoare științifică: ierbare cu plante medicinale din secolul al XVI-lea, fosile de elefanți, colecții de fluturi multicolori, cristale mari de turmalină provenite de la azteci etc. Aceste exponate combină, într-un mod impresionant, natura, istoria, știința și arta.

### CERM
Centrul de rezonanță magnetică (CERM) este o unitate a Universității din Florența specializată în studierea biomoleculelor cu ajutorul rezonanței magnetice nucleare (RMN). Centrul a fost înființat de către Ivano Bertini.

## Profesori și absolvenți notabili
Câțiva dintre profesorii și absolvenții Universității din Florența (în ordine alfabetică):
- Giovanni Boffa, poet
- Francesco Saverio Borrelli, magistrat
- Lamberto Dini, politician, fost președinte al Consiliului de Miniștri al Republicii Italiene
- Ardito Desio, explorator, alpinist, geolog și cartograf
- Leonardo Domenici, politician italian
- Mario Draghi, economist, președinte al Băncii Centrale Europene
- Enrico Fermi, fizician, laureat al Premiului Nobel pentru Fizică
- Margherita Guidacci, poet
- Margherita Hack, astrofizician
- Giorgio La Pira, politician italian,
- Mario Luzi, poet
- Giacomo Marramao, filozof
- Indro Montanelli, scriitor, istoric și jurnalist
- Dario Nardella, primar al Florenței
- Paolo Nespoli, astronaut
- Gaetano Salvemini, istoric și politician
- Sandro Pertini, politician, fost președinte al Republicii italiene
- Rodolfo Pichi Sermolli, botanist
- Paolo Poli, actor
- Matteo Renzi, politician, fost președinte al Consiliului de Miniștri al Republicii italiene
- Giovanni Sartori, politolog
- Giovanni Spadolini, istoric, jurnalist și politician, fost președinte al Consiliului de Miniștri al Republicii italiene
- Pier Luigi Vigna, magistrat